# Neufmoulin
Neufmoulin é uma comuna francesa na região administrativa de Altos da França, no departamento de Somme. Estende-se por uma área de 4,43 km². Em 2010 a comuna tinha 366 habitantes (densidade: 82,6 hab./km²).